# باشگاه فوتبال دالکورد
باشگاه فوتبال دالکورد (انگلیسی: Dalkurd FF)، (کردی: داڵکورد) یک باشگاه فوتبال در شهر اوپسالا، سوئد است.
این باشگاه که در سال ۲۰۰۴ تأسیس شده در فصل ۲۰۱۸ سابقه حضور در لیگ برتر فوتبال سوئد را در کارنامه دارد.

## بازیکنان ایرانی
بختیار رحمانی
فردین رابط

## افتخارات
لیگ دسته یک سوئد
نایب قهرمانی (۱) : ۲۰۱۷